# Rezerwat przyrody Śnieżyczki
Rezerwat przyrody Śnieżyczki – florystyczny rezerwat przyrody w gminie Repki, w powiecie sokołowskim (województwo mazowieckie). Znajduje się na gruntach Skarbu Państwa w zarządzie Nadleśnictwa Sokołów (leśnictwo Repki, oddział 250).
Został powołany Zarządzeniem Ministra Leśnictwa i Przemysłu Drzewnego z dnia 15 grudnia 1980 roku (M.P. z 1980 r. nr 30, poz. 171) na powierzchni 25,27 ha. Zgodnie z rejestrem gruntów jest to działka nr 1170 o powierzchni 24,92 ha.
Według Zarządzenia celem ochrony jest zachowanie bogatego i jednego z niewielu w Polsce nizinnej stanowiska ginącego gatunku chronionego – śnieżyczki przebiśnieg (Galanthus nivalis).

## Klasyfikacja rezerwatu
Jest to rezerwat florystyczny (Fl) objęty ochroną częściową;
- według głównego przedmiotu ochrony jest to rezerwat florystyczny (PFl), podtypu roślin zielnych i krzewinek (rzk),
- według głównego typu ekosystemu należy do typu leśnego i borowego (EL), podtypu lasów nizinnych (lni)[1].

## Przedmiot i cel ochrony
Przedmiotem ochrony jest stanowisko śnieżyczki przebiśnieg (Galanthus nivalis). Celem ochrony jest zachowanie i stabilizacja stanowiska tej rośliny.

## Walory przyrodnicze
Śnieżyczka przebiśnieg jest niewielką rośliną cebulkową kwitnącą na przedwiośniu. Należy do roślin, których centrum występowania znajduje się w Karpatach i innych terenach południowej Polski. Na terenach niżowych występuje bardzo rzadko. Zwłaszcza tak bogate stanowisko jest unikatowe, tym bardziej że śnieżyczka na tym terenie znajduje się w ekspansji, wchodząc na tereny sąsiednich wydzieleń leśnych.
Wczesną wiosną obok śnieżyczki kwitną: zawilec gajowy i zawilec żółty, przylaszczka pospolita (Hepatica nobilis), złoć żółta (Gagea lutea) oraz rzadka na tym terenie, biało kwitnąca zdrojówka rutewkowata (Isopyrum thalictroides). Innymi rzadkimi gatunkami występującymi w rezerwacie są: turzyca leśna (Carex sylvatica), jaskier kaszubski (Ranunculus cassubicus) i czartawa drobna (Circaea alpina).
Śnieżyczka występuje w płatach wielogatunkowych lasów liściastych. Ich drzewostan buduje grab pospolity (Carpinus betulus), dąb szypułkowy (Quercus robur), olsza czarna (Alnus glutinosa), brzoza brodawkowata (Betula pendula) i topola osika (Populus tremula). Zdarza się klon pospolity (Acer platanoides) i jesion wyniosły (Fraxinus excelsior). Wśród krzewów przeważa czeremcha zwyczajna (Prunus padus) i wiciokrzew suchodrzew (Lonicera xylosetum). W runie dominują: gajowiec żółty (Lamiastrum galeobdolon), zawilec gajowy i żółty (Anemone nemorosa i A. ranunculoides), podagrycznik pospolity (Aegopodium podagraria) oraz kopytnik pospolity (Asarum europaeum).
Zagospodarowanie rezerwatu polega głównie na prowadzeniu niezbędnych prac pielęgnacyjnych, związanych głównie z poprawą jego stanu sanitarnego (użytki przygodne). Prowadzone są także cięcia pielęgnacyjne na powierzchniach młodszych wydzieleń drzewostanu.